# Marie Cantacuzino
Marie Cantacuzino (n. 20 iulie 1820, Horodniceni, România – d. 29 august 1898, Plaine-de-Monceaux⁠(d), Île-de-France, Franța) a fost o prințesă română precum și modelul utilizat adesea în picturile soțului său, Pierre Puvis de Chavannes.

## Biografie
Marie Cantacuzino a fost fiica cea mare a prințului Nicolae Cantacuzino și a prințesei Pulcheria Sturdza. Aceasta a primit o educație de natură catolică și vorbea fluent franceza. După o căsnicie eșuată la vârsta de numai 16 ani, ea a intrat în grațiile lui Alexandru Cantacuzino. Chiar dacă cei doi și-au oficializat relația, la scurt timp după aceea au luat-o pe căi separate, fără a divorța însă.
Din anul 1850 Marie Cantacuzino s-a mutat la Paris împreună cu familia sa, iar în 1854 îl cunoaște pe artistul francez Theodore Chassériau, cu care a avut o relație timp de doi ani până la moartea artistului. În atelierul acestuia îl cunoaște pe viitorul ei partener, Pierre Puvis de Chavannes, cu care își va petrece următorii 40 de ani din viață.